# Eva Renzi

Eva Renzi und Paul Hubschmid (Mai 1968)

Eva Renzi (* 3. November 1944 in Berlin als Evelyn Hildegard Renziehausen; † 16. August 2005 ebenda) war eine deutsche Schauspielerin.

## Leben
Eva Renzi war die Tochter eines dänischen Fabrikanten und einer Französin. Nach der Scheidung ihrer Eltern 1947 wuchs sie in Internaten und Klosterschulen auf. Nachdem Renzi sich zunächst als Model, Hostess und Telefonistin den Lebensunterhalt verdient hatte, nahm sie mit 17 Jahren Schauspielunterricht an der UFA-Schauspielschule bei Else Bongers. 1961 erhielt sie ihr erstes Engagement am Theater am Kurfürstendamm und spielte in den nächsten Jahren unter Regisseuren wie Erwin Piscator und Erik Ode.
Regisseur Will Tremper entdeckte sie für den Spielfilm und gab ihr 1965 die Hauptrolle in Playgirl. Der James-Bond-Produzent Harry Saltzman wurde auf sie aufmerksam, und so spielte sie 1966 im Film Finale in Berlin (Funeral in Berlin) des Goldfinger-Regisseurs Guy Hamilton an der Seite von Michael Caine und Paul Hubschmid.
Von 1967 bis 1980 war sie mit Hubschmid verheiratet, mit dem sie mehrfach zusammenspielte. Sie war zu sehen in Taste of Excitement (1971), Das Messer (1971), in der US-Fernsehserie Primus – Gefahr unter Wasser sowie im Tatort: Kressin und der tote Mann im Fleet und in Rainer Erlers Das Blaue Palais (1976). 1970 drehte sie den Kurzfilm Professor Siebzig und seine Undine mit ihrem Mann in der Hauptrolle, ihren einzigen Film als Regisseurin.
Renzi sorgte für Aufsehen, als sie nach einer 1973 begonnenen mehrmonatigen Indienreise von negativen Erfahrungen mit der Osho-Bewegung berichtete. Dem Guru warf sie Drogenmissbrauch vor. Ihre Berichte waren unter anderem Thema der Diskussionssendung Club 2.
Zwischen 1976 und 1986 spielte sie nur eine Rolle in Deutschland, in dem Kinofilm Manuel/Jäger des Herzens (1982) unter der Regie von Peter Obrist und nur insgesamt zwei weitere, nämlich in der französischen Serie Papa Poule (1980–1982) und in Ein kleines Luder (OT: La fille prodigue), einem Film von Jacques Doillon mit Michel Piccoli und Jane Birkin.

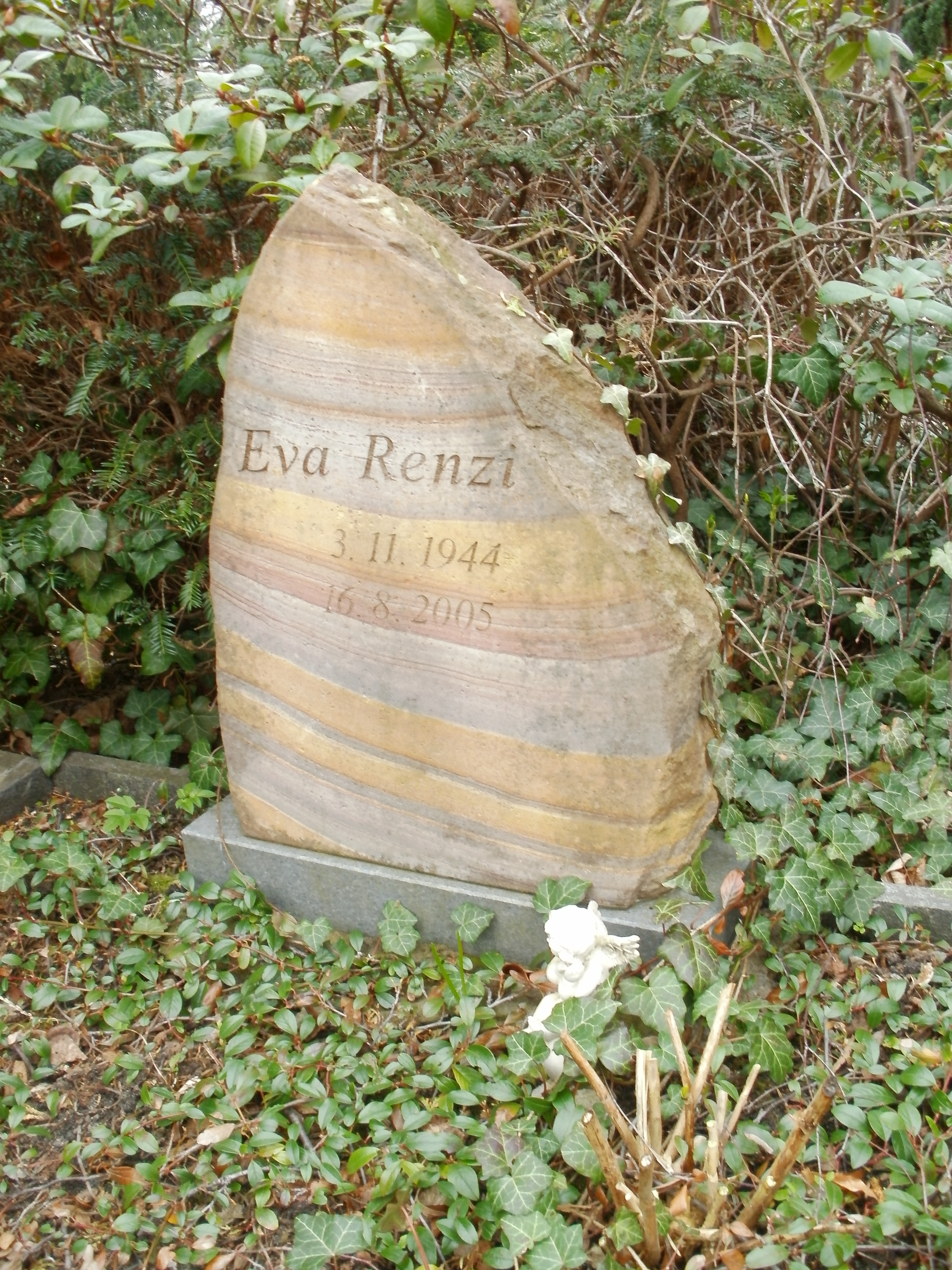
Grabstein von Eva Renzi, Luisenfriedhof (2011)

In die Schlagzeilen geriet sie erneut, nachdem sie 1983 als Ensemble-Mitglied während der Bad Hersfelder Festspiele den Schirmherrn Bundespräsident Karl Carstens einen „alten Nazi“ genannt haben soll. Sie wurde daraufhin entlassen; das Bühnenschiedsgericht am Arbeitsgericht Frankfurt hob jedoch die Kündigung später auf, da die Äußerung als „nicht erwiesen“ anzusehen sei.
Ende der 1980er-Jahre folgte mit den Fernsehserien Waldhaus (1987) und Das Erbe der Guldenburgs eine Art Comeback im deutschen Fernsehen. Ein Gastauftritt bei Balko im Jahr 1995 war ihr letzter Fernsehauftritt. Später kehrte sie zum Theater zurück.
Eva Renzi starb 2005 mit 60 Jahren an den Folgen von Lungenkrebs. Ihr Grab befindet sich auf dem Luisenfriedhof III der evangelischen Luisenkirchen-Gemeinde in Berlin-Westend.
Eva Renzi ist die Mutter der Schauspielerin Anouschka Renzi (* 1964).

## Filmografie
- 1965: Doktor Murkes gesammelte Nachrufe (Fernsehfilm)
- 1966: Playgirl
- 1966: Finale in Berlin (Funeral in Berlin)
- 1967: Die Zeit der Kirschen ist vorbei (Le grand dadais)
- 1967: Negresco****
- 1968: Die Schurken vom Bolivar (The Pink Jungle)
- 1969: Eine Frau sucht Liebe
- 1970: Das Geheimnis der schwarzen Handschuhe (L’uccello dalle piume di cristallo)
- 1970: Spezialkommando Wildgänse (Appuntamento col disonore)
- 1970: Beiß mich, Liebling
- 1970: Das Grauen kam aus dem Nebel (La morte risale a ieri sera)
- 1970: Taste of Excitement
- 1971: Tatort: Kressin und der tote Mann im Fleet
- 1971: Das Messer (Dreiteiler)
- 1971–1972: Gefahr unter Wasser (Fernsehserie, 26 Folgen)
- 1974: Die Abwerbung (Kurzfilm)
- 1975: Das ohnmächtige Pferd (Fernsehfilm)
- 1976: Das Blaue Palais (Fernsehserie, Folgen 4 und 5)
- 1980: Grenzfälle
- 1980: Papa Poule (Fernsehserie, sechs Folgen)
- 1981: La Fille prodigue
- 1986: Manuel
- 1987: Friedenspolka
- 1987: Waldhaus (Fernsehserie, eine Folge)
- 1989–1990: Das Erbe der Guldenburgs (Fernsehserie, fünf Folgen)
- 1993: Sylter Geschichten (Fernsehserie, eine Folge)
- 1994: Die Gerichtsreporterin (Fernsehserie, eine Folge)
- 1995: Balko (Fernsehserie, eine Folge)
- 1997: Bruit d’amour et de guerre (Kurzfilm)
- 2004: Trilogie von Liebe und Armut (Kurzfilm)

## Hörspiele
- 1993: David Zane Mairowitz: Planet aus Asche – Regie: Ulrike Brinkmann (Hörspiel – SR)